# Andrea Herzog
Pour les articles homonymes, voir Herzog.
Andrea Herzog, née le 9 décembre 1999 à Meissen, est une céiste allemande pratiquant le slalom.

## Palmarès

### Championnats du monde de slalom
- 2019 à La Seu d'Urgell
  -  Médaille d'or en C1
- 2022 à Augsbourg
  -  Médaille d'or en C1
  -  Médaille d'argent en C1 par équipe

### Championnats d'Europe de slalom
- 2016 à Liptovský Mikuláš
  -  Médaille de bronze en C1 par équipe
- 2017 à Tacen
  -  Médaille d'argent en C1 par équipe
- 2019 à Pau
  -  Médaille d'argent en C1 par équipe
- 2023 à Cracovie (aux Jeux européens de 2023)
  -  Médaille de bronze en C1 par équipe